# О’Дрисколл (фамилия)

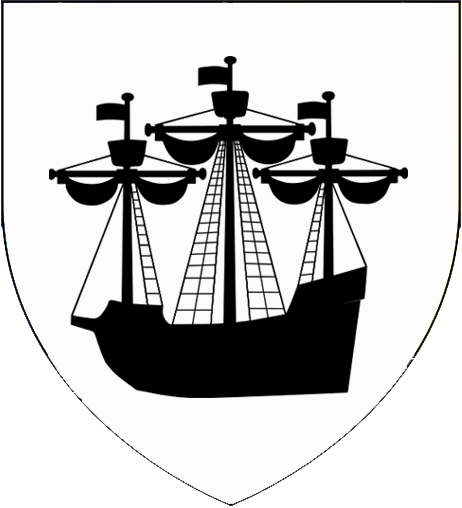
Герб О’Дрисколлов

О’Дрисколл (и производная от него Дрисколл) — ирландская фамилия, происходящая от гэльского клана Ó hEidirsceoil. О'Дрисколлы были главами септа Дайрин Корку-Лойгде до начала Нового времени. Их предки были королями Мунстера до прихода Эоганахтов в VII веке. В начале XIII века возникли три видные ветви семьи: О'Дрисколл Мор, О'Дрисколл Ог и О'Дрисколл 
Беара. Префикс Ó был опущен многими в Ирландии в XVII и XVIII веках. Фамилия сейчас наиболее известна в ирландских графствах Корк и Керри.

## Образование имён
| Мужчина        | Дочь           | Жена (полное имя)   | Жена (краткое имя) |
| -------------- | -------------- | ------------------- | ------------------ |
| Ó hEidirsceóil | Ní Eidirsceóil | Bean Uí Eidirsceóil | Uí Eidirsceóil     |
| Ó Drisceóil    | Ní Dhrisceóil  | Bean Uí Dhrisceóil  | Uí Dhrisceóil      |

## История
Фамилия происходит от ирландского имени ирл. Eidirsceol (Эйдирцеол), распространенного в начале и середине X века. Само ирландское слово «eidirsceol» означает «посредник» или «носитель новостей».
Семья имеет ивернское происхождение, в частности, группу населения Корку-Лойгде. К тому времени, когда семья начала использовать эту фамилию, была определена территория в качестве их вотчины, известная как Корку-Лойгде (примерно там же, где сейчас находится епархия Росс) на юго-западе графства Корк с городом Болтимором, сатвшим их резиденцией. С XII века Ó hEidirsceoil считались королями Корку-Лойгде.
Загнанные далеко на юг Ирландии гэльской династией Эоганахтов и англо-норманнами О’Дрисколлы стали опытными моряками и рыбаками. По словам Джона Гренхэма:
С тринадцатого по пятнадцатый век они заключили союз с державами графства Уотерфорд в их долгой вражде с горожанами и купцами города Уотерфорд, и многие из их лидеров были убиты в битвах на суше и на море. Вражда закончилась, когда в 1413 году произошел один из самых известных инцидентов, когда мэр Уотерфорда Саймон Викен прибыл в Болтимор на Рождество и был приглашен присоединиться к рождественским праздникам. С пятнадцатого века семья боролась за сохранение земель и власти, захваченных англичанами. К 1610 году Балтимор стал английским портом. В 1631 году город был разграблен алжирскими пиратами, которые, согласно ирландскому стихотворению «Только улыбались; дитя О'Дрисколла», пираты сожгли, совершили набеги и похитили их жителей. Стихотворение описывает отважную девушку О'Дрисколл, которая дала отпор пиратам. Далее в стихотворении описывается, что «высоко на виселице виден кричащий негодяй: Хакетт из Дангарвана направлыший алжирцев». «Кто-то бормотал о Мак-Мерчаде, который привел Нормана Оэра. Некоторые проклинали его Искариотом в тот день в Болтиморе!»
Хотя землевладельцы клана потеряли несколько замков во время войны XVII века с английской королевой Елизаветой. О’Дрисколлам принадлежал и замок Дуннашед, перешедшей под контроль английской армии после того, как они поддержали Хью О'Нила в Битве при Кинсейле. Однако некоторые из О'Дрисколлов были помилованы, в том числе Флоренс О'Дрисколл, которой был возвращён Дуннашед.
Имена, связанные с семьей, включали Финн и Кон / Мак Кон. С позднего средневековья они были англизированы как Флоренция и Корнелий.
Большинство из тех, кто носит эту фамилию в Ирландии, всё ещё живут в графстве Корк.